# Справедливая торговля
Справедливая торговля (англ. Fair trade) — организованное общественное движение, отстаивающее справедливые стандарты международного трудового, экологического и социального регулирования, а также общественную политику в отношении маркированных и немаркированных товаров, от ремесленных изделий до сельскохозяйственных продуктов. В частности, это движение обращает особое внимание на экспорт товаров из развивающихся в развитые страны.
Частая тема при обсуждении справедливой торговли — критика существующей организации международной торговли как «несправедливой». Защитники принципов справедливой торговли утверждают, что колебания цен на товары не гарантируют прожиточного минимума многим производителям в развивающихся странах, вынуждая их брать займы с крайне невыгодными условиями. Сторонники справедливой торговли также считают, что рыночные цены не отражают истинной стоимости производства, которая должна включать и экологические, и социальные компоненты стоимости.
Справедливая торговля призвана обратиться к решению этих проблем посредством установления альтернативной системы торговли «этичными» товарами, способствующей экономическому развитию и предлагающей лучшие торговые условия для производителей и рабочих в развивающихся странах.
Справедливую торговлю часто позиционируют как альтернативу или замену свободной торговли.
Вторая суббота мая является международным Днём справедливой торговли. В этот день во многих странах Европы и Северной Америки проходят различные акции и мероприятия, призванные обратить внимание на общественное движение и рассказать о его целях.

## История
Первые попытки коммерческого использования товаров справедливой торговли на рынках стран северного полушария были предприняты в 1940-х и 1950-х годах религиозными группами и различными неправительственными организациями политической направленности. «Десять тысяч деревень» (англ. Ten Thousand Villages) — негосударственная организация в составе Меннонитского центрального комитета — и SERRV International стали первыми (в 1946 и 1949 годах соответственно), кто начал развивать системы поставки товаров справедливой торговли в развивающихся странах. Вся продукция была почти исключительно ручной работы, от изделий из джута до вышивки крестиком, и продавалась в основном в церквях и на ярмарках. Сам по себе товар зачастую выполнял лишь символическую функцию подтверждения сделанного пожертвования.

### Солидарная торговля

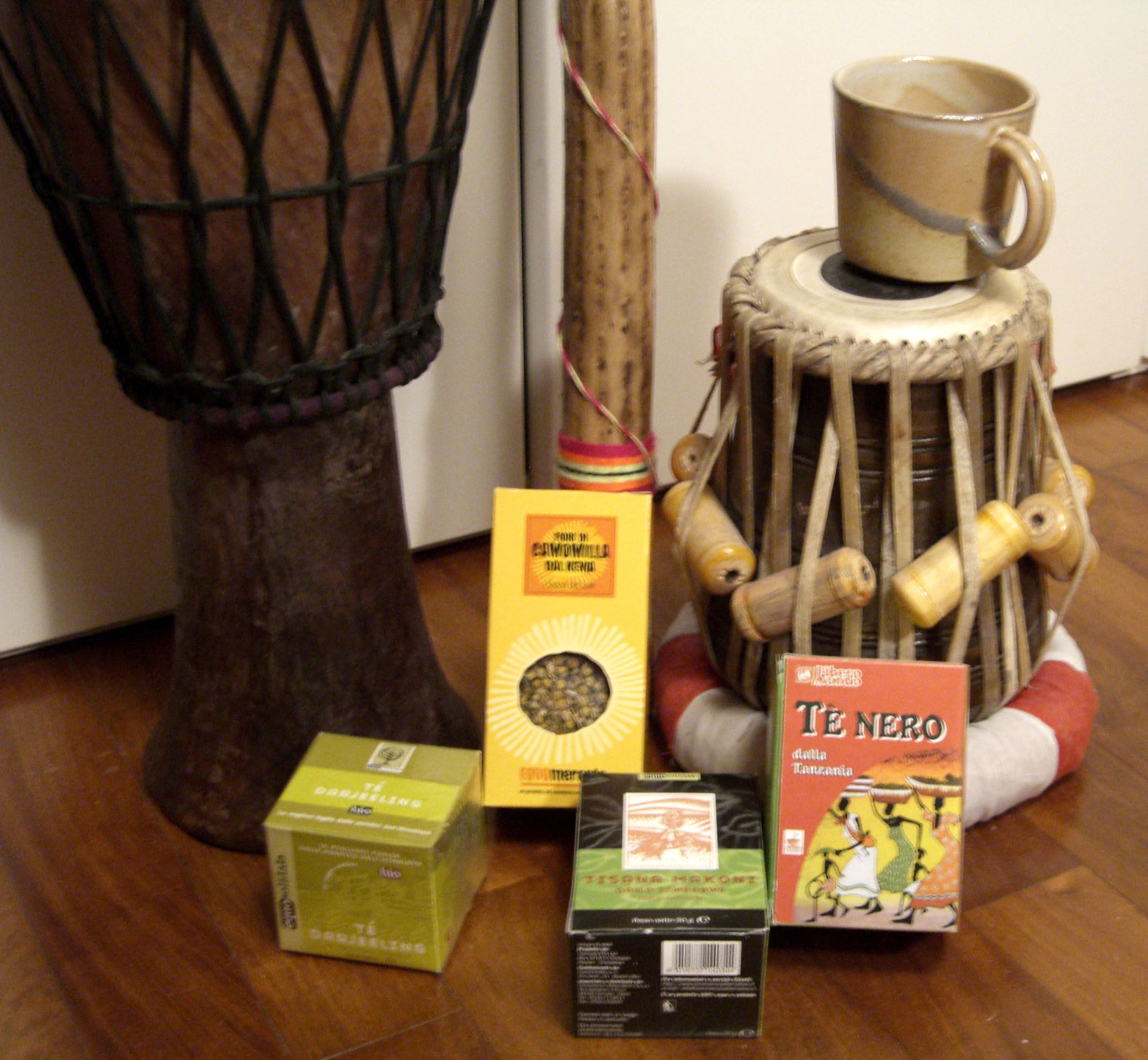
Товары справедливой торговли

Движение за справедливую торговлю в его современном виде сформировалось в Европе в 1960-е годы. В тот период справедливая торговля часто воспринималась как форма политической оппозиции неоимпериализму: начались выступления радикальных студенческих движений против транснациональных корпораций, появились критические голоса, утверждающие, что традиционные модели ведения бизнеса в корне порочны. Возникший в то время девиз — «Торговля, а не помощь» («Trade not Aid») — в 1968 году получил международное признание благодаря Конференции ООН по торговле и развитию, которая с его помощью подчёркивала необходимость установления справедливых торговых отношений со странами развивающегося мира.
1965-й год ознаменовался созданием первой альтернативной торговой организации (АТО): британская негосударственная организация Oxfam запустила программу «Помогаем, продавая» («Helping-by-Selling»), в рамках которой импортные изделия ручной работы продавались через сеть магазинов «Oxfam» в Великобритании и по каталогам «товары почтой».
В 1969 году первый специализированный магазин по продаже товаров Справедливой Торговли — т. н. worldshop — открылся в Нидерландах. Инициатива преследовала цель привнести принципы справедливой торговли в сектор розничных продаж путём продажи почти исключительно только тех товаров, которые были произведены в условиях справедливой торговли в развивающихся странах. Первый магазин работал на волонтёрских началах, но был настолько успешен, что вскоре появились десятки таких магазинов во многих странах Западной Европы.
В течение 1960-х и 1970-х важной частью работы движения Справедливой Торговли были поиски рынков сбыта для продукции из стран, которые были исключены из основных торговых каналов по политическим причинам. Тысячи волонтёров продавали кофе из Анголы и Никарагуа во многих worldshop, на задворках церквей, в своих собственных домах, в общественных местах, используя товар как способ донести призыв: дайте производителям развивающихся стран равный шанс на мировом рынке. Движение альтернативной торговли расцвело, пусть даже не в смысле объёма продаж, а в том, что были открыты десятки АТО по обе стороны Атлантики, множество worldshop, было проведено множество хорошо организованных акций и кампаний, направленных против эксплуатации, в поддержку права иметь равный доступ к мировым рынкам и покупателям.
В 1989 году была создана Международная Ассоциация Справедливой Торговли.

### Ремесленное производство в противоположность сельскохозяйственным товарам
В начале 1980-х главной проблемой, с которой столкнулись Альтернативные Торговые Организации, было то, что новизна некоторых товаров справедливой торговли начала изнашиваться, спрос перестал расти, и некоторые ремесленные продукты стали выглядеть «уставшими и старомодными» на рынке. Спад на рынке ремесленных товаров заставил сторонников справедливой торговли переосмыслить их бизнес-модель и цели. Кроме того, сторонников справедливой торговли в этот период всё более волновало влияние падения цен сельскохозяйственной продукции на бедных производителей. Многие тогда решили, что это обязанность движения бороться с этой проблемой и искать инновационные методы для того, чтобы отреагировать на приближающийся кризис в этой отрасли.
В последующие годы сельскохозяйственные товары играли важную роль в росте многих АТО: успешные на рынке, они являлись востребованным, возобновляемым источником доходов для производителей, и служили отличным дополнением ремесленной продукции для АТО. Первой сельскохозяйственной продукцией в Справедливой Торговле были чай и кофе, вскоре последовали сухофрукты, какао, сахар, фруктовые соки, рис, специи и орехи. Если в 1992 г 80 % процентов оборота составляла ремесленная продукция, а 20 % — сельскохозяйственная, то в 2002 г. соотношение составляло 25,4 % и 69,4 % соответственно.

### Подъём инициатив маркировки
Продажи товаров справедливой торговли по-настоящему возросли только тогда, когда появилась первая инициатива сертификации данной продукции. Хоть Справедливая Торговля и поддерживалась на плаву растущими объёмами продаж, сбыт происходил в относительно маленьких магазинчиках — worldshop — разбросанных по Европе и, в меньшей степени, Северной Америке. Некоторые чувствовали, что эти магазинчики оторваны от стиля жизни современных развитых обществ. Неудобство того, что за продуктами одного или двух видов необходимо ходить в отдельный магазин, было слишком велико даже для самых преданных покупателей. Единственным способом увеличить возможности продаж было предлагать товары Справедливой Торговли там, где обычно совершаются покупки — в больших торговых сетях. Проблема заключалась в том, как, расширив сбыт, не заставлять покупателей просто принимать на веру справедливое происхождение того или иного товара.
Решение было найдено в 1988, когда появилась первая инициатива сертификации товаров Справедливой Торговли — организация Max Havelaar, созданная в Нидерландах под инициативой Nico Roozen, Frans Van Der Hoff и голландской негосударственной организации Solidaridad. Независимая сертификация позволяла товарам продаваться вне специализированных магазинов Справедливой Торговли — в обычных розничных сетях. Это давало возможность продукции достигать большего числа покупателей. Маркировка же позволяла покупателям и агентам по продаже отслеживать происхождение товара, чтобы быть уверенными в том, что товар приносит выгоду производителю на самом конце цепи поставки.
Идея была подхвачена: в последующие годы аналогичные некоммерческие организации появились в других Европейских странах и Северной Америке. В 1997 сходство между этими организациями привело к созданию Международной Организации Маркировки Справедливой Торговли — FLO (англ. Fairtrade Labelling Organizations International). FLO — это организация-зонтик. Её задачи: выпускать стандарты, поддерживать, инспектировать и сертифицировать обделённых производителей, согласовывать послание Справедливой Торговли внутри движения.
В 2002 FLO выпустило знак International Fairtrade Certification. Его цель — сделать знак более заметным на полках супермаркетов, упростить международную торговлю и упростить процедуры как для производителей, так и для импортёров. В настоящий момент этот знак сертификации используется более чем в 50 странах и на сотнях различных продуктов.

### Справедливая Торговля сегодня
Объём продаж взлетел в последнее десятилетие. Особенно заметен рост среди маркированной продукции: в 2007 объём этих продаж составил 2,3 миллиарда евро — 47 % прирост по сравнению с предыдущим годом. По состоянию на декабрь 2007, 632 производителя в 58 развивающихся странах получили сертификат справедливой торговли от FLO-CERT.

## Сертификация продукции Справедливой Торговли
Маркировка Fairtrade — это система сертификации, созданная для того, чтобы покупатели могли отличить продукцию, соответствующую стандартам Справедливой Торговли. Находящаяся под наблюдением органа, издающего стандарты (FLO International), и органа сертификации (FLO-CERT), система включает независимый аудит производителей и торговцев, позволяющий убедиться, что все необходимые стандарты соблюдены.
Чтобы продукт мог нести на себе знак International Fairtrade Certification или Fair Trade Certified, его производитель должен быть сертифицирован FLO-CERT. Урожай должен быть выращен и собран в соответствие стандартам FLO International. Цепочка доставки тоже должна быть под надзором FLO-CERT, чтобы давать гарантию целостности продукта.
Сертификация Справедливой Торговли гарантирует не только справедливые цены, но и сохранность принципов этичного потребления. Эти принципы включают приверженность соглашениям ILO, таким, как запрет детского и рабского труда, гарантии безопасности рабочего места, право создания профсоюзов, приверженность правам человека, справедливую цену, покрывающую стоимость продукции, общественное развитие, защиту и сохранение природы. Система Сертификации Справедливой Торговли также развивает долгосрочные деловые отношения между продавцом и покупателем, префинансирование урожая, и большую прозрачность цепи поставок.
Система Сертификации Справедливой Торговли покрывает расширяющийся спектр продуктов: бананы, мёд, кофе, апельсины, какао, хлопок, сухие и свежие фрукты и овощи, соки, орехи, рис, специи, сахар, чай, вино. Компании, соответствующие стандартам Справедливой Торговли, могут размещать соответствующий знак на своей продукции.
Знак International Fairtrade Certification был выпущен FLO в 2002 и заменил 12 знаков, использовавшихся различными инициативами Fairtrade маркировки. Новый сертификационный знак в данный момент используется во всём мире, кроме США и Канады. Знак Fair Trade Certified, использующийся в этих двух странах, в будущем должен быть заменён International Fairtrade Certification.

## Членство в организации Справедливой Торговли IFAT
С целью дополнить систему сертификации товаров Справедливой Торговли и позволить производителям, использующим большей частью ручной труд, продавать свои товары также вне специализированных розничных точек Справедливой Торговли (worldshops) Международная Ассоциация Справедливой Торговли (IFAT) в 2004 выпустила новый знак для идентификации организаций справедливой торговли (а не продуктов, как рассмотренные выше знаки). Названный FTO, он позволяет покупателям во всём мире отличать зарегистрированные организации Справедливой Торговли и гарантирует соблюдение всех стандартов касательно условий труда, оплаты, окружающей среды, использования детского труда.

## Справедливая торговля и политика

### Евросоюз

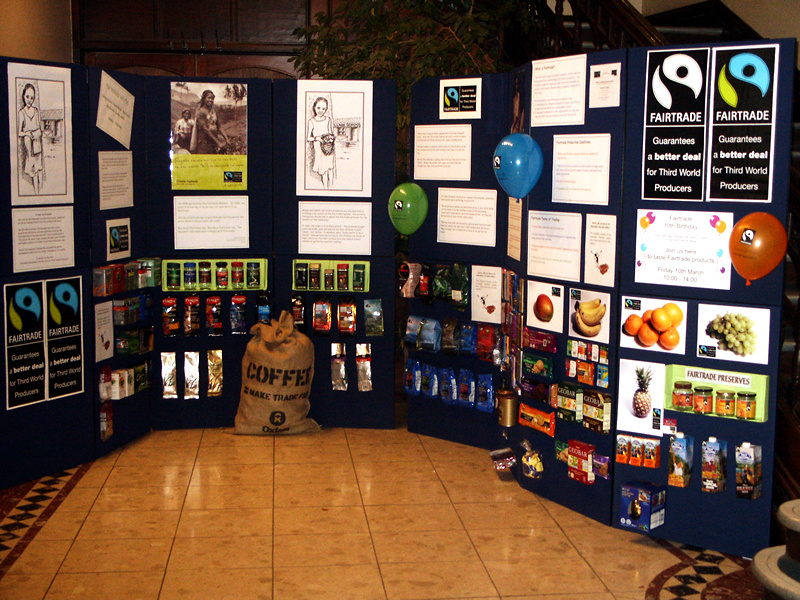
Выставка товаров Справедливой Торговли в головном офисе совета графства Дербишир

Ещё в 1994 Европейская комиссия подготовила «Меморандум об альтернативной торговле», в котором объявляла оказание поддержки и усиление Справедливой торговли на Юге и Севере, а также намерение организовать рабочую группу по Справедливой торговле при Европейской комиссии. Более того, в тот же самый год Европейский парламент принял «Резолюцию о поддержки справедливости и солидарности в торговле Севера и Юга» (OJ C 44, 14.2.1994), выражающую свою поддержку Справедливой торговле.
В 1996 Экономический и Социальный Комитет принял «Мнение о Европейском движении Справедливой Торговли». Годом позже за этим документом последовала резолюция, принятая Европарламентом, призывающая Еврокомиссию поддержать операторов Справедливой Торговли, торгующих бананами. В этот же год Европейская комиссия опубликовала обзор «Отношение покупателей Евросоюза к бананам Справедливой Торговли», заключающий, что бананы Справедливой Торговли будут коммерчески жизнеспособны во многих членах Евросоюза .
В 1998 Европарламент принял «Резолюцию по Справедливой Торговле» (OJ C 226/73, 20.07.1998), за которой последовало принятие Европейской Комиссией "Communication from the Commission to the Council on «Fair Trade» COM(1999) 619 final, 29.11.1999.
В 2000 общественные учреждения Европы стали покупать сертифицированные Справедливой Торговлей кофе и чай. В этот же год Cotonou Agreement сделало особое обращение о развитии «Справедливой Торговли» в статье 23 g) и в Компендиуме. Европарламент и Консульская Директива 2000/36/EC также предлагают продвижение «Справедливой торговли».
В 2001 и 2002 в нескольких документах Евросоюза явно упоминалась Справедливая Торговля. Наиболее примечательны Зелёный Документ 2001-го по Общественной Ответственности Корпораций и Совещание по Торговле и Развитию 2002-го.
В 2004 Евросоюз принял документ «Сельскохозяйственная Товарная Цепь, Зависимость и Бедность — предполагаемый план действия Евросоюза», содержащий особое упоминание о Справедливой Торговле как о движении, «установившем тенденцию к более социально-экономически справедливой торговле» (COM(2004)0089).
В 2005 в совещании Европейской комиссии «Согласованность стратегий для развития — ускорение прогресса в направлении достижения целей тысячелетия» (COM (2005) 134 final, 12.04.2005) Справедливая Торговля была упомянута как «инструмент для сокращения бедности и устойчивого развития».
В итоге 6-го Июля 2006 Европарламент единогласно принял резолюцию по Справедливой Торговле, признав успехи, достигнутые движением, предложив всеевропейскую стратегию по Справедливой Торговле, определив критерии, которые должны выполняться под знаком Справедливой Торговли, дабы защитить её от неправомочного использования и призвав к большей поддержке Справедливой Торговли (резолюция «Fair Trade and development», 6 Июля 2006). «Эта резолюция отвечает впечатляющему росту Справедливой Торговли, демонстрирует возрастающий интерес европейских потребителей к ответственному совершению покупок» — сказал член Европарламента от партии Зелёных Frithjof Schmidt во время пленарных дебатов. Питер Мандельсон, специально уполномоченный Евросоюза по внешней торговле, сообщил, что резолюция получит одобрение в Европейской комиссии. «Справедливая Торговля заставляет покупателей думать, и это наиболее значимо. Нам необходима согласованная стратегия, и эта резолюция нам поможет».

### Бельгия
Бельгийские законодатели обсуждали в 2006 году возможные законопроекты по Справедливой Торговле. В январе 2008 законодатели предложили возможные толкования и три предложения были обсуждены. Однако консенсус до сих пор не был достигнут.

### Франция
В 2005 член Французского парламента Энтони Херц издал рапорт «40 возможностей поддержки развития Справедливой Торговли». За рапортом в том же году последовал закон, предполагающий формирование комиссии, сертифицирующей организации Справедливой Торговли.
Параллельно законодательной деятельности в 2006 французское отделение ISO после пяти лет обсуждения приняло справочный документ по Справедливой Торговле.

### Италия
В 2006 итальянские законодатели начали дебаты о законопроектах, касающихся Справедливой Торговли. Процесс консультаций, охватывающий широкий круг заинтересованных сторон, был запущен в начале октября. В значительной степени было выработано общее толкование Справедливой Торговли. Однако законодательный проект был приостановлен политическим кризисом 2008 года.

### Нидерланды
Голландской провинции Гронинген в 2007 был предъявлен иск поставщиком кофе Douwe Egberts в связи с явным требованием к поставщику соответствовать критериям Справедливой Торговли: в частности, выплачивать производителям минимальную стоимость и надбавку на развитие. Douwe Egberts, который продаёт множество кофейных марок, руководствуясь собственными этическими соображениями, счёл эти требования дискриминирующими. После нескольких месяцев тяжб победила провинция Гронинген. Coen de Ruiter, директор Max Havelaar Foundation, назвал эту победу показательным событием: «оно даёт государственным институтам свободу в их стратегии закупок требовать от поставщиков кофе, которое удовлетворяет критериям Справедливой Торговли. Теперь последовательный и значимый вклад в борьбу с бедностью осуществляется с каждой утренней чашкой кофе».

### Великобритания
В 2007 году шотландское и валлийское правительства активно пытались стать «первыми странами мира со справедливой торговлей». В Уэльсе такая программа была запущена в 2004 году Национальной Ассамблеей Уэльса. В Шотландии Первый министр Джэк МакКаоннел заверял, что Шотландия намерена стать «нацией справедливой торговли».
В июне 2007 парламентский комитет опубликовал отчёт «Справедливая торговля и развитие», выступив с критикой правительства, «которое не оказывает адекватную поддержку справедливой торговле, несмотря на заверения, что намерено помочь бедным странам вырваться из нищеты».
В отчёте комитета исследовался ряд этичных торговых схем и заключалось, что справедливая торговля — «золотой стандарт в торговых отношениях с производителем». Он призывал оказывать большую поддержку организациям справедливой торговли как внутри страны, так и за рубежом, а также рекомендовал возложить ответственность за справедливую торговлю на государственных чиновников высокого ранга. Отчёт также предлагал начать исследование возможности маркировки, которая заставила бы поставщиков отображать, сколько они платят фермерам и рабочим в развивающихся странах мира за каждый конкретный продукт.

## Стандартное обоснование Справедливой Торговли
Неявно, а зачастую и явно, Справедливая Торговля обвиняет существующие международные торговые организации в несправедливости. Защитники Справедливой Торговли настаивают на необходимости этого механизма, подразумевая микроэкономические фиаско рынка в существующей системе, товарный кризис и его влияние на производителей из развивающихся стран.

### Свободная торговля и фиаско рынка
Все члены FINE и федерации Справедливой Торговли поддерживают в теории принципы свободной торговли. Однако Алекс Николс, профессор общественного предпринимательства в Оксфордском университете, утверждает, что «ключевые условия, на которых основаны классическая и неолиберальная торговые теории, отсутствуют в сельскохозяйственных обществах во многих развивающихся странах». Совершенная осведомлённость о рынке, совершенный доступ к рынку и кредиту, а также возможность менять технику производства и продукцию в ответ на изменения рынка — фундаментальные положения, которые «совершенно не действуют в контексте сельхозпроизводителей развивающихся стран».
Пример кофе особенно показателен: «Так как проходит от трёх до четырёх лет, прежде чем кофейное растение даст достаточное количество кофе, и вплоть до семи, прежде чем оно достигнет пика производительности, фермерам трудно быстро реагировать на флуктуации рынка. В результате поставки кофе часто увеличиваются тогда, когда рыночные цены падают. Это приводит к тому, что фермеры во время падения цен ещё больше увеличивают объём продукции, чтобы сократить удельную стоимость. В результате образуется отрицательный цикл, только усиливающий падение цен».
Согласно мнению защитников Справедливой Торговли, этот пример наглядно показывает, как отсутствие совершенных микроэкономических условий способно лишить производителей прибыли от торговли, а то и вовсе принести убытки. Николс говорит, что, возможно, в целом это и справедливо для некоторых рынков, но «внутри развивающихся стран рыночные условия нельзя назвать такими, при которых производитель однозначно выигрывает от торговли». Существование таких фиаско рынка уменьшает возможность торговли поднять эти страны из нищеты.
Справедливая Торговля — это попытка устранить эти фиаско рынка, гарантировав производителям стабильные цены, поддержку в бизнесе, доступ на Северные рынки, и в целом лучшие торговые условия.

### Товарный кризис
Защитники Справедливой Торговли часто указывают, что нерегулируемая конкуренция на глобальном рынке даже после 1970-х и 1980-х провоцировала гонку цен на дно. В течение 1970—2000 цены на такие основные статьи экспорта развивающихся стран, как сахар, хлопок, какао и кофе упали на 30—60 %. Согласно Европейской комиссии, «запрет на международный экономический интервенционизм конца 1980-х и реформа рынка товаров 1990-х в развивающихся странах оставила товарный сектор, и особенно малых производителей, но большей частью на самих себя в борьбе с требованиями рынка». Сегодня «производители находятся в состоянии непредсказуемости, потому что цены на широкий спектр товаров очень изменчивы и вдобавок подчиняются общей тенденции спада». Потери развивающихся стран из-за падения цен составили, согласно данным Продовольственной и сельскохозяйственной организации ООН (ФАО), свыше 250 миллиардов долларов в период 1980—2002 годов .
Миллионы фермеров зависят от цен на свой урожай. Более чем в 50 развивающихся странах, три, а то и меньше, статьи экспорта составляют большую часть статей дохода.
Многие фермеры, часто просто не имея другого способа пропитания, вынуждены производить больше и больше, независимо от того, насколько низки цены. Исследования показали, что больше всего от спада страдают бедняки сельскохозяйственных районов — то есть большая часть населения развивающихся стран. Сельское хозяйство создаёт свыше 50 % рабочих мест для людей в развивающихся странах, и это составляет 33 % их ВВП.
Защитники Справедливой Торговли полагают, что нынешние рыночные цены не отражают реальную стоимость продукции. Согласно их мнению, только тщательно разработанная система минимальных цен может покрыть экологические и социальные затраты, связанные с производством продукции.

## Критика
Возрастающая популярность Справедливой Торговли вызвала критику с обоих концов политического спектра. Некоторые экономисты и мозговые центры видят Справедливую Торговлю как разновидность субсидий, тормозящих рост. Левые же критикуют Справедливую Торговлю за неадекватное противостояние господствующей торговой системе.

### Аргумент искажения цен
Оппоненты Справедливой Торговли, такие, как Институт Адама Смита, уверяют, что, подобно прочим фермерским субсидиям, Справедливая Торговля пытается установить ценовой порог, который во многих случаях превышает рыночную цену, и таким образом провоцирует существующих производителей выпускать больше товара, а также появление новых поставщиков, что приводит к превышению спроса. По закону спроса и предложения, превышение спроса может привести к падению цен на не рынке вне системы FairTrade.
В 2003 вице-президент по исследованиям Института Катона определил Справедливую Торговлю как «вызванную благими намерениями схему экономической интервенции… обречённую на поражение». Справедливая Торговля, по мнению Линдси, неправильная попытка исправить фиаско рынка, при которой одна дефектная структура ценообразования заменяется другой. Комментарии Линдси как эхо повторяют основную критику Справедливой торговли, утверждая, что она «провоцирует производителей увеличивать объём продукции». Принося производителям поначалу положительные результаты, в долгосрочной перспективе может, согласно опасениям критиков, негативно повлиять на дальнейший экономический рост и развитие. Экономическая теория полагает, что, когда цены низки ввиду перепроизводства, субсидии или другие способы искусственного поднятия цен только усугубят проблему, вызвав ещё большее перепроизводство и вовлечение рабочих в непродуктивную деятельность.
Fairtrade Foundation отвечает на аргумент искажения цен утверждением, что Справедливая Торговля не пытается «исправить цены». «Она скорее устанавливает минимальную цену, которая гарантирует, что фермеры смогут покрыть расходы на поддержание производства. Минимальная цена — это не фиксированная цена. Это начальная точка для рыночного формирования цены. Многие земледельцы каждый день продают свои товары дороже этого минимального порога за счёт качества, типа кофейного зерна (или другого продукта), особого происхождения их продукции. Механизм минимальной цены обеспечивает наиболее уязвимым участникам цепочки потребления гарантии, что они смогут покрыть свои основные расходы во времена кризиса. В действительности это обеспечивает страховочную сеть, защищающую рынки от падения ниже уровня, необходимого для поддержания постоянного производства».
Минимальная цена Справедливой Торговли оказывает влияние только тогда, когда рыночная цена ниже неё. Когда рыночная цена превосходит минимальную, использоваться должна рыночная.
Некоторые академики, включая Hayes, Becchetti, и Rosati, также выработали два контраргумента:
1. Во-первых, часто обмен между производителями и посредниками проходит не на конкурентоспособных основаниях[25]. В таком случае рыночная цена искажена, так как она отражает не эффективность производителя, а его меньшую рыночную силу[26] .
2. Во-вторых, аргумент искажения цен не берёт в расчёт принципы дифференциации продукта. Кофе, к примеру, — это не нефть: не существует одного вида кофе — есть множество брендов, которые отличаются качеством, упаковкой, и тем, что касается вопросов «социальной ответственности». Вкусы и требования покупателей определяют, какие рыночные цены соответствуют тому или иному продукту[25]. В этом смысле Справедливая Торговля может быть рассмотрена как рыночная инициатива в пищевой индустрии, создающая новый вид товара для расширяющегося числа покупателей, готовых платить дороже за соблюдение производителем принципов экологичности и общественной ответственности[25].

## Справедливая торговля в России
На данный момент Справедливая торговля как общественное движение в России имеет слабое развитие, состоит, с одной стороны, из небольшого количества отдельных активистов и маленьких групп, а с другой представлена единицами производителей (например, Clipper, Qi-Teas)